# 武雄橋
武雄橋位於臺灣高雄市桃源區臺灣省道臺20線南部橫貫公路上，為該公路重要之聯絡橋樑，其得名於南橫公路開闢期間因公殉職的陳武雄段長，目前該橋因2009年中度颱風莫拉克侵襲而摧毀，公路總局刻正新建新武雄橋中，已於2023年11月22日完工通車。

## 沿革

### 背景
臺20線南部橫貫公路其始於臺南市，經高雄市跨越中央山脈抵達臺東縣，為臺灣北中南三條重要的中央山脈橫貫公路之一，於臺灣戰後時期的1958年至1967年間由公路總局進行多次實地踏查工作，並於1964年的第二次實地踏查正式確定公路線型，路線沿臺灣日治時期的關山越嶺道，比照中部橫貫公路之施工水準開拓，並以關山埡口為界分為東西兩段同時進行。
1968年7月11日南橫公路舉行開工典禮，正式動工興建，並以西段優先施工，隔年7月東段開始施工，1972年10月南橫公路全線完工通車，初期為礫石道路，直到1994年完成全線瀝青混凝土道路鋪面。

### 第一代武雄橋
1971年5月17日一場豪雨過後，時任公路總局第五區工程處禮觀工務段陳武雄段長前往山區道路進行勘災，於當時南橫公路第92公里處遭遇山洪爆發，並使陳武雄段長安全帽脫落，而落石正巧擊中陳武雄段長太陽穴而因公殉職。
1972年公路總局將92公里的山洪暴發處改建為一般鋼筋混凝土橋梁，命名為武雄橋以茲紀念，1973年12月公路總局再於中之關附近設立陳武雄紀念碑與紀念園區，並記載陳武雄段長的生平事蹟。

### 第二代武雄橋
2006年3月公路總局重建武雄橋，採單跨鋼筋混凝土結構I型梁跨過寬約20~30公尺的荖濃溪上游野溪，橋長25公尺，寬15公尺。2009年8月中度颱風莫拉克侵襲，其所夾帶的西南氣流造成臺灣中南部嚴重災情，其中南橫公路高雄甲仙以西至臺東延線柔腸寸斷，武雄橋所在之野溪再度發生嚴重山洪暴發，造成野溪河道拓寬超過100公尺，溪床墊高50公尺，使第二代武雄橋完全掩埋進大量土砂中，短短完成3年就因風災摧毀。
中之關的陳武雄段長紀念園區也在此次風災中嚴重受損，但所幸陳武雄段長銅像與紀念碑石坂尚存，災後公路總局重新整理紀念園區，並設立新解說板。
其致災原因經分析後為1999年921大地震期間，造成南橫山區土石鬆動，而此次莫拉克大雨再因大雨灌入土石鬆動區而產生巨積崩坍，大量土砂使橋下空間不足以排洩，致橋面被推擠而下導致流失。

### 第三代武雄橋
莫拉克風災後，公路總局採用臨時便道與箱涵方式跨越武雄橋所在的野溪，直到2022年5月南橫公路有條件全線通車時，該路段仍以臨時便道等級供用路人通行，為解決修不勝修困境，公路總局計畫在2015年啟動武雄橋中長期的復建計畫，2017年完成新武雄橋，然而直到2020年新武雄橋才實際開始規劃，新橋預計採用大跨度橋梁設計，橋梁位置拉到較下游處，提升橋梁抵禦洪水能力，避開易崩塌區域，也將道路截彎取直。
而在負責規劃新橋的工程顧問公司提出建設報告時，發現橋梁線型會影響一棵樹齡至少300年、胸徑2.3公尺的紅檜，當時公路總局提出以新臺幣800萬經費將樹權買下，施工時將會修剪樹冠，以防影響相互影響，但樹木主管機關行政院農業委員會林務局嘉義林區管理處派員勘查認為該棵紅檜一旦修剪樹冠，恐無法活命，主張樹木不能修剪及伐除，建議武雄橋工程修改路線才是雙贏作法。
對此主管該路段的公路總局第三區養護工程處甲仙工務段天池監工站長陳秉禾也表示，「先有這棵紅檜才有南橫公路，不能輕易犧牲老樹生命！」，表達反對修剪樹木開闢新橋的做法，經時任甲仙工務段段長陳正偉表示首肯後，規畫公司決定變更設計，調整橋梁位置，總工程經費增加，新武雄橋經變更設計後長度88.9公尺、寬10公尺，預計在2024年3月完工通車。
新武雄橋由公路總局第三區養護工程處承辦施工，經對外招標於2020年9月18日宣布由全輝營造工程公司以新臺幣1億3千7百萬元得標，於2020年11月4日起動工。2023年4月新武雄橋橋墩、基樁、橋台工程已完成，武雄橋已於2023年11月22日完工通車。

### 臺灣橫貫公路冠以人名的橋樑
- 炳才橋（南橫）
- 進涇橋（南橫）
- 懷瀞橋（南橫）
- 靳珩橋（中橫）